# L'Accordeur de tremblements de terre
Pour plus de détails, voir Fiche technique et Distribution.
L'Accordeur de tremblements de terre (The Piano Tuner of Earthquakes) est un film germano-britannico-français réalisé par les frères Quay, sorti en 2005.

## Synopsis
Emporté par une passion dévorante mais non partagée, le Dr Emmanuel Droz, neurologue méphistophélique et inventeur ayant découvert le secret de la résurrection, veut s'unir à jamais à la femme qu'il aime, la belle cantatrice Malvina van Stille. Afin de réaliser son dessein, il la tue, l'enlève, puis la maintient dans un état de mort apparente.
Droz engage l'accordeur de pianos Felisberto pour réviser ses instruments, des automates actionnés par les marées qui gouvernent mystérieusement le rythme de la vie dans sa propriété isolée sur les bords de l'océan, la Villa Azucena. Felisberto découvre peu à peu l'intention du docteur : mettre en scène un « opéra diabolique » qui enchaînera la destinée de Malvina. Il se jure secrètement de la sauver, mais se trouve en fait lui-même pris au piège dans l'univers pervers de Droz.

## Fiche technique
- Titre : L'Accordeur de tremblements de terre
- Titre original : The Piano Tuner of Earthquakes
- Réalisation : Stephen et Timothy Quay (les frères Quay)
- Scénario : Alan Passes, Stephen Quay et Timothy Quay
- Musique : Christopher Slaski et Trevor Duncan
- Images : Nicholas D. Knowland
- Montage : Simon Laurie
- 1re assistante réalisatrice : Tanja Däberitz
- Animation : Stephen Quay et Timothy Quay
- Son : Larry Sider
- Chorégraphies : Kim Brandstrup
- Décors : Stephen Quay et Timothy Quay
- Costumes : Kandis Cook
- Production : Koninck Studios, Lumen Films, ZDF, Arte France Cinéma et Médiopolis
- Producteurs : Alexander Ris, Keith Griffiths et Hengameh Panahi
- Coproducteur : Jörg Rothe
- Producteur exécutif : Terry Gilliam
- Distributeur : E.D. Distribution
- Genre : animation
- Pays d'origine :  Allemagne -  Royaume-Uni -  France
- Durée : 99 minutes
- Date de sortie : 
  -  France : 20 septembre 2006

## Distribution
- Amira Casar : Malvina van Stille
- Gottfried John : Dr. Emmanuel Droz
- Assumpta Serna : Assumpta
- Cesar Sarachu : Adolfo Blin/Don Felisberto Fernandez
- Ljubiša Gruičić : Holz (jardinier)
- Marc Bischoff : Marc (jardinier)
- Henning Peker : Henning (jardinier)
- Gilles Gavois : Echeverria (jardinier)
- Volker Zack : Volker (jardinier)
- Thomas Schmieder : Thomas (jardinier)
- Regine Zimmermann : la costumière
- Emil Petrov : le musicien